# Trevor Johansen
Trevor Daniel Johansen (* 30. März 1957 in Thunder Bay, Ontario) ist ein ehemaliger kanadischer Eishockeyspieler norwegischer Herkunft, der im Verlauf seiner aktiven Karriere zwischen 1974 und 1983 unter anderem 299 Spiele für die Toronto Maple Leafs, Colorado Rockies und Los Angeles Kings in der National Hockey League (NHL) auf der Position des Verteidigers bestritten hat. Sein Vater Bill Johansen war ebenfalls professioneller Eishockeyspieler.

## Karriere
Nachdem Johansen in der Saison 1973/74 in der Mid-West Junior Hockey League (MWJHL) bei den Thunder Bay Hurricanes aus seiner Geburtsstadt gespielt hatte, wechselte er im Sommer 1974 in die höherklassige Ontario Major Junior Hockey League (OMJHL) zu den Toronto Marlboros. Dort verbrachte der Verteidiger drei erfolgreiche Spielzeiten. Gleich in seinem ersten Ligajahr gewann er mit den Marlboros das Double bestehend aus dem J. Ross Robertson Cup der OMJHL und dem prestigeträchtigen Memorial Cup der gesamten Canadian Hockey League (CHL). Nachdem Johansen in den folgenden beiden Spieljahren zweimal in eines der All-Star-Team berufen worden war und sich zu einem der besten Abwehrspieler der OMJHL entwickelt hatte, wurde er im NHL Amateur Draft 1977 bereits an der zwölften Gesamtposition – direkt hinter seinem Mannschaftskollegen John Anderson – von den Toronto Maple Leafs aus der National Hockey League (NHL) ausgewählt.
Gleich zum Beginn der Saison 1977/78 gelang dem Defensivakteur der Sprung in den NHL-Kader der Maple Leafs, dem er bis zum Jahreswechsel 1978/79 angehörte, ehe er zum Farmteam New Brunswick Hawks in die American Hockey League (AHL) abgeschoben wurde. Im März 1979 trennte sich Toronto schließlich von seiner einstigen Erstrundenwahl und transferierte Johansen gemeinsam mit Don Ashby zu den Colorado Rockies. Die Rockies schickten wiederum Paul Gardner in die kanadische Metropole. Nach dem Wechsel verbrachte der 22-Jährige sowohl den Rest der Spielzeit 1978/79 als auch die beiden folgenden wieder in der NHL, wobei er große Teile der Saison 1980/81 wegen eines Kreuzbandrisses im linken Knie ausfiel.
Nachdem sich auch im rechten Knie im Laufe der Zeit Verletzungsprobleme einstellten, setzten ihn die Rockies im Oktober 1981 in den NHL Waiver Draft, von wo ihn die Los Angeles Kings auswählten und damit seinen laufenden Vertrag übernahmen. Obwohl Johansen im Saisonverlauf mit zehn Punkten in 46 Einsätzen durchaus überzeugen konnte, musste er die Kalifornier bereits im Februar 1982 wieder verlassen. Sein Ex-Team Toronto Maple Leafs hatte sich seine Rechte über die Waiver-Liste gesichert, sodass er den letzten Monat der Spielzeit dort absolvierte. Johansen beendete seine Karriere schließlich am Ende des Spieljahres 1982/83 im Alter von 26 Jahren, nachdem er im Saisonverlauf aufgrund seiner Knieprobleme lediglich sechs Partien für die Springfield Indians aus der AHL bestritten hatte.

### International
Für sein Heimatland stand Johansen im Juniorenbereich bei der Junioren-Weltmeisterschaft 1977 in der Tschechoslowakei für die kanadische U20-Nationalmannschaft dem Eis. Während er selbst in fünf Turnierspielen punktlos blieb, gewann er mit dem Team die Silbermedaille. Zwei Jahre später stand der Verteidiger bei der Weltmeisterschaft 1979 in der sowjetischen Landeshauptstadt Moskau erstmals im Kader der A-Nationalmannschaft. In acht Einsätzen gelangen ihm zwei Tore und insgesamt drei Scorerpunkte, die zum Erreichen des vierten Platzes beitrugen.

## Erfolge und Auszeichnungen
| - 1975 J.-Ross-Robertson-Cup-Gewinn mit den Toronto Marlboros - 1975 Memorial-Cup-Gewinn mit den Toronto Marlboros - 1976 OMJHL Third All-Star Team | - 1977 Teilnahme am OMJHL All-Star Game - 1977 OMJHL First All-Star Team |

### International
- 1977 Silbermedaille bei der Junioren-Weltmeisterschaft

## Karrierestatistik

### International
Vertrat Kanada bei:
- Junioren-Weltmeisterschaft 1977
- Weltmeisterschaft 1979

(Legende zur Spielerstatistik: Sp oder GP = absolvierte Spiele; T oder G = erzielte Tore; V oder A = erzielte Assists; Pkt oder Pts = erzielte Scorerpunkte; SM oder PIM = erhaltene Strafminuten; +/− = Plus/Minus-Bilanz; PP = erzielte Überzahltore; SH = erzielte Unterzahltore; GW = erzielte Siegtore; 1 Play-downs/Relegation; Kursiv: Statistik nicht vollständig)